# Kupferbachtal
Das Naturschutzgebiet „Kupferbachtal bei Unterlaus“ ist ein Flach- und Hangquellmoorgebiet, das sich über die Gemeinden Feldkirchen-Westerham (Landkreis Rosenheim) und Aying (Landkreis München) sowie den Markt Glonn (Landkreis Ebersberg) erstreckt. Es wird vom namensgebenden Kupferbach durchflossen. Entstanden ist das Kupferbachtal am Ende der letzten Eiszeit als die Schmelzwässer des Inn-Chiemsee-Gletschers und teilweise des Isar-Gletschers nicht in das noch mit Eis gefüllte Rosenheimer Becken abfließen konnten und somit am Gletscherrand einer länger dauernden Stillstandsperiode (sog. Ellkofener Stadium) nach Nordosten in Richtung Wasserburg bzw. Gars zum Inn hin abflossen („Umfließungsrinne“). Gebildet und genutzt wurde die Umfließungsrinne im Zeitraum von ca. 18.000 Jahren bis ca. 16.500 bis 17.000 Jahren vor heute. Heutzutage zeichnet sich das Gebiet durch mehrere starke kalkhaltige Quellen aus.

## Schutzzweck
Das Gebiet zieht sich mit 46,4 Hektar Fläche über drei Landkreise hin. Der Schutzzweck des Naturschutzgebietes „Kupferbachtal bei Unterlaus“ ist es, das seltene und fast unbeeinträchtigte Kalkflachmoorgebiet zu schützen. Darüber hinaus soll der Lebensraum für seltene und stark gefährdete Pflanzen und Tiere erhalten bleiben. Dazu gehört insbesondere das nur in Südbayern vorkommende Bayerische Löffelkraut (Cochlearia bavarica). Ferner findet sich neben Schneidried und Mehlprimel-Kopfbinsen-Gesellschaften u. a. der Kriechende Sellerie (Apium repens).

## Schutz und Pflege
Durch den Landschaftspflegeverband „München-Land“ werden seit 1994 diverse Pflegemaßnahmen sowohl im Landkreis München als auch im Rosenheimer Bereich durchgeführt. Das Kupferbachtal ist, zusammen mit den Glonnquellen und den Gutterstätter Streuwiesen mit Attelleite, nach der europäischen Naturschutz-Richtlinie als FFH-Gebiet ausgewiesen. Ferner stehen von den angrenzenden Gebieten 313 Hektar im Landkreis Ebersberg und 77 Hektar im Landkreis Rosenheim unter Landschaftsschutz (LSG „Kupferbachtal und Umgebung“ im Markt Glonn und der Gemeinde Egmating; Inschutzstellung des Kupferbachtales als LSG im Landkreis Bad Aibling).

## Bilder

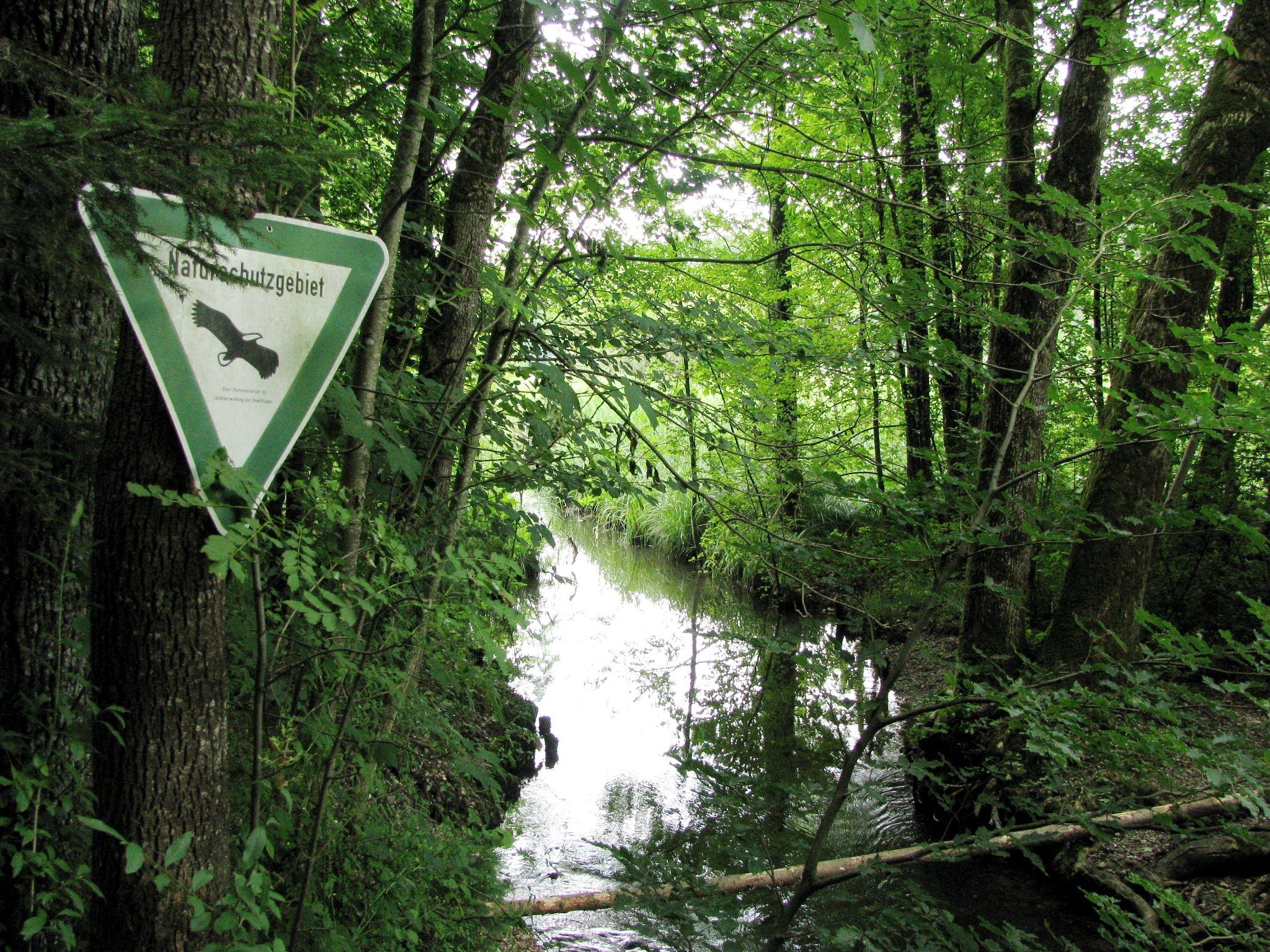
Kupferbach bei Spielberg
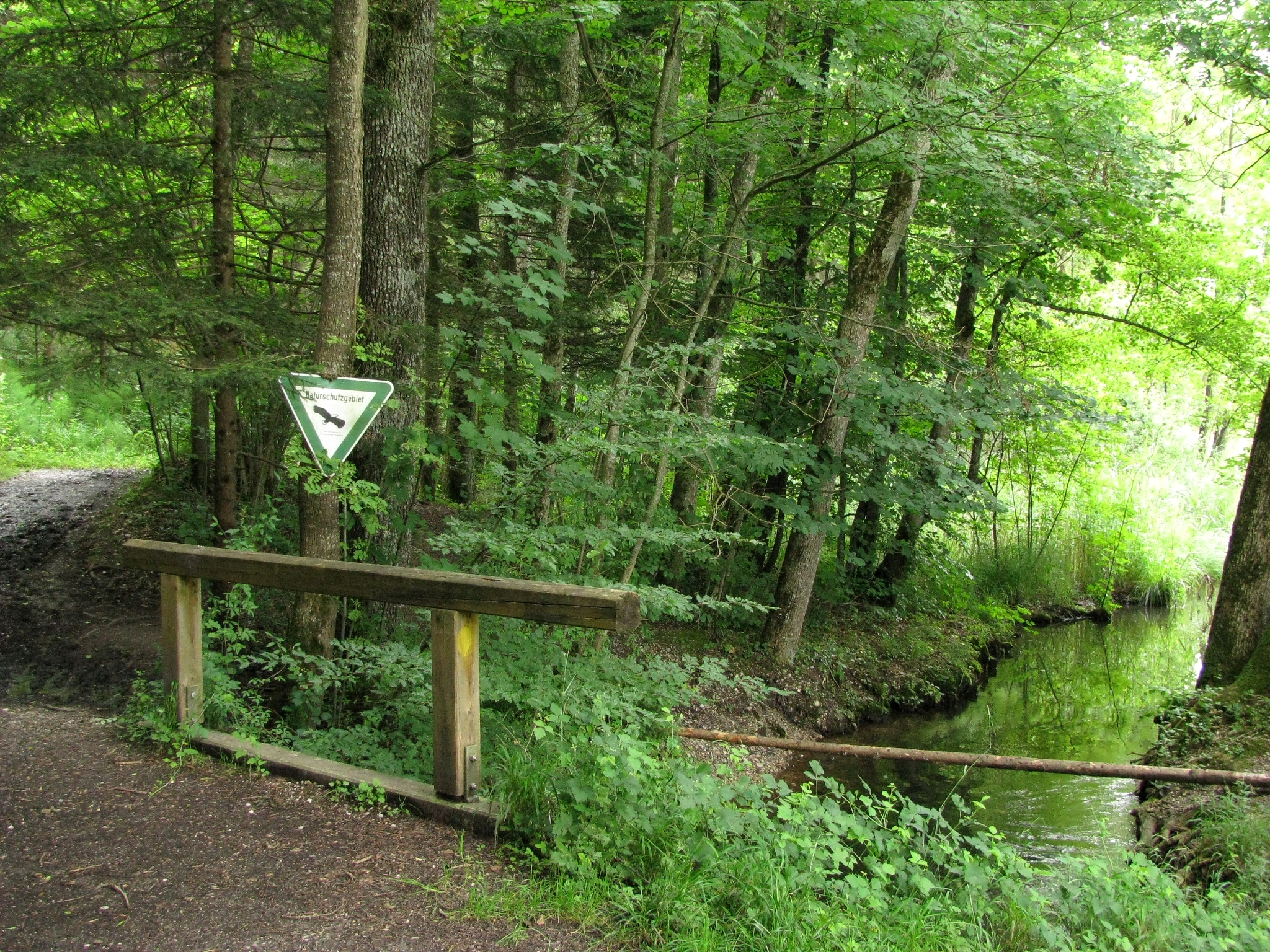
Brücke über den Kupferbach
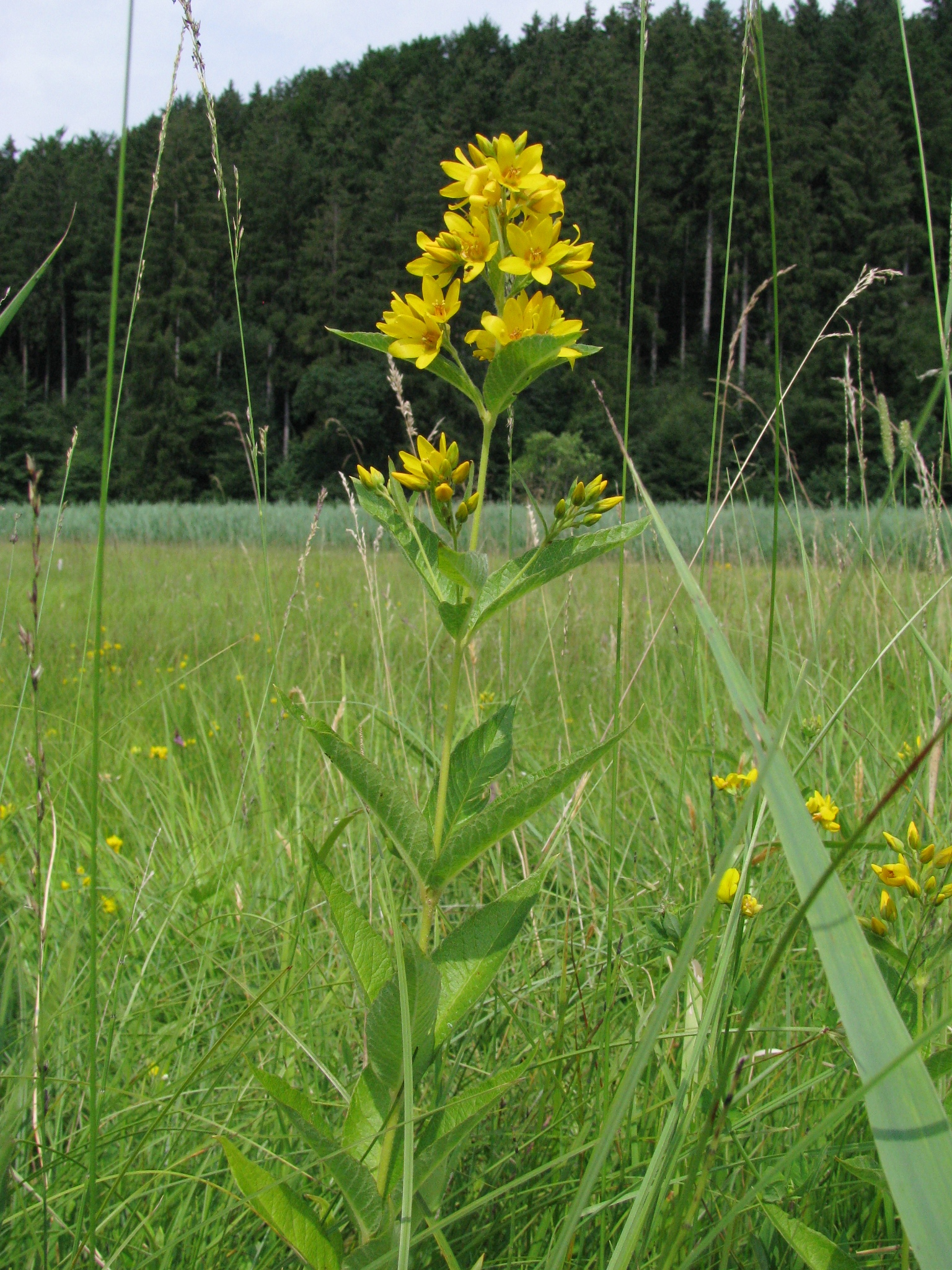
Gewöhnlicher Gilbweiderich
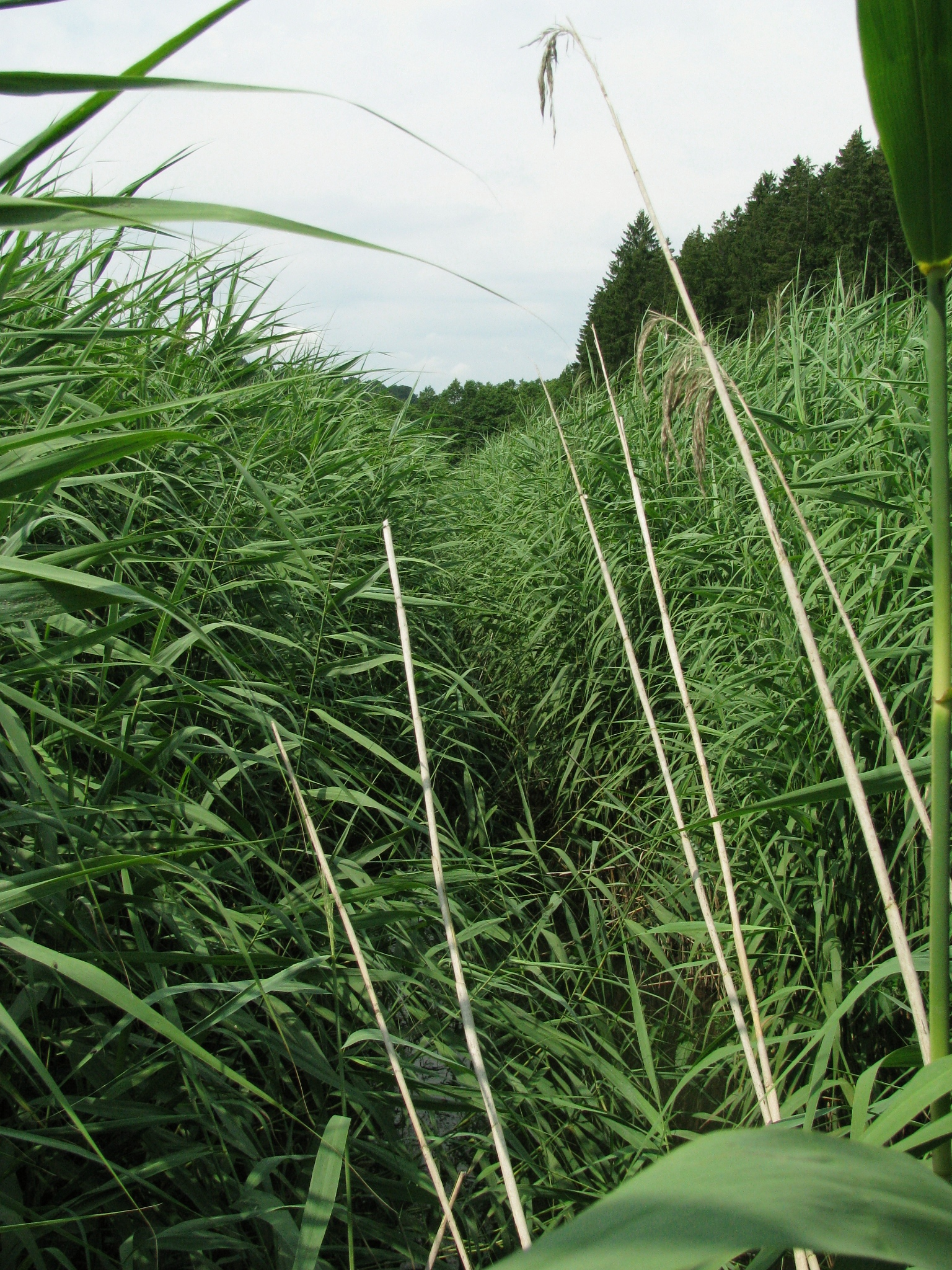
Zwei Meter hohe Schilfpflanzen verbergen den Bach